# Überlinger Schiffsbetriebe
Die Überlinger Schiffsbetriebe sind mehrere private Unternehmen, die von Überlingen ausgehende Kursschiffe, Ausflugs- und Rundfahrten anbieten.

## CMS Schifffahrt
Die CMS Schifffahrt, benannt nach Clemens Mauch, betreibt zwei Kurslinien von Überlingen zur Insel Mainau, eine direkt oder mit Halt in Nußdorf und die andere über Unteruhldingen. Zudem bietet sie Rund- und Ausflugsfahrten ab Überlingen, Friedrichshafen und Immenstaad an. Das Unternehmen betreibt vier unterschiedliche Schiffe. Das Vollholz-Mahagoni-Boot Seeschwalbe, die Lädine St. Jodok sowie die beiden im Jahr 2006 vom Schifffahrtsbetrieb Heidegger übernommenen Motorschiffe Föhn und Bodensee.
Von 2011 bis 2017 pachtete Clemens Mauch von der Gemeinde Bodman-Ludwigshafen das Motorschiff Großherzog Ludwig für den Kursverkehr zwischen Bodman und Überlingen.

### Seeschwalbe
1960 wurde die Seeschwalbe in der Bootswerft Glas am Starnberger See nach Plänen des Schiffbauingenieurs K. Marconi aus Genua für den Bodensee gebaut. Im Jahr 2007 verkaufte sie Rüdiger Bernard den Bootsbetrieben Fluck. Zum Jahresbeginn 2013 übernahm Clemens Mauch die Seeschwalbe und setzt sie nach wie vor für Rundfahrten ab Friedrichshafen sowie Charterfahrten auf dem Bodensee ein. Seit September 2020 werden auf der Seeschwalbe standesamtliche Trauungen durchgeführt. Das Schiff muss während der Hochzeit im Hafen liegen, damit ein eindeutiger Ort zur Eheschließung vorliegt.
| Daten:                       | Daten:             | Daten:                     |
| ---------------------------- | ------------------ | -------------------------- |
| Baujahr: 1960                | Länge: 13,00 m     | Geschwindigkeit: 28,0 km/h |
| Werft: Bootswerft Glas       | Breite: 2,90 m     | Maschinenleistung: 121 kW  |
| Indienststellung: 2013       | Tiefgang: 0,8 m    | Kapazität: 43 Sitzplätze   |
| Heimathafen: Friedrichshafen | Verdrängung: 4,2 t | Verbleib: in Fahrt         |

### LädineSt. Jodok

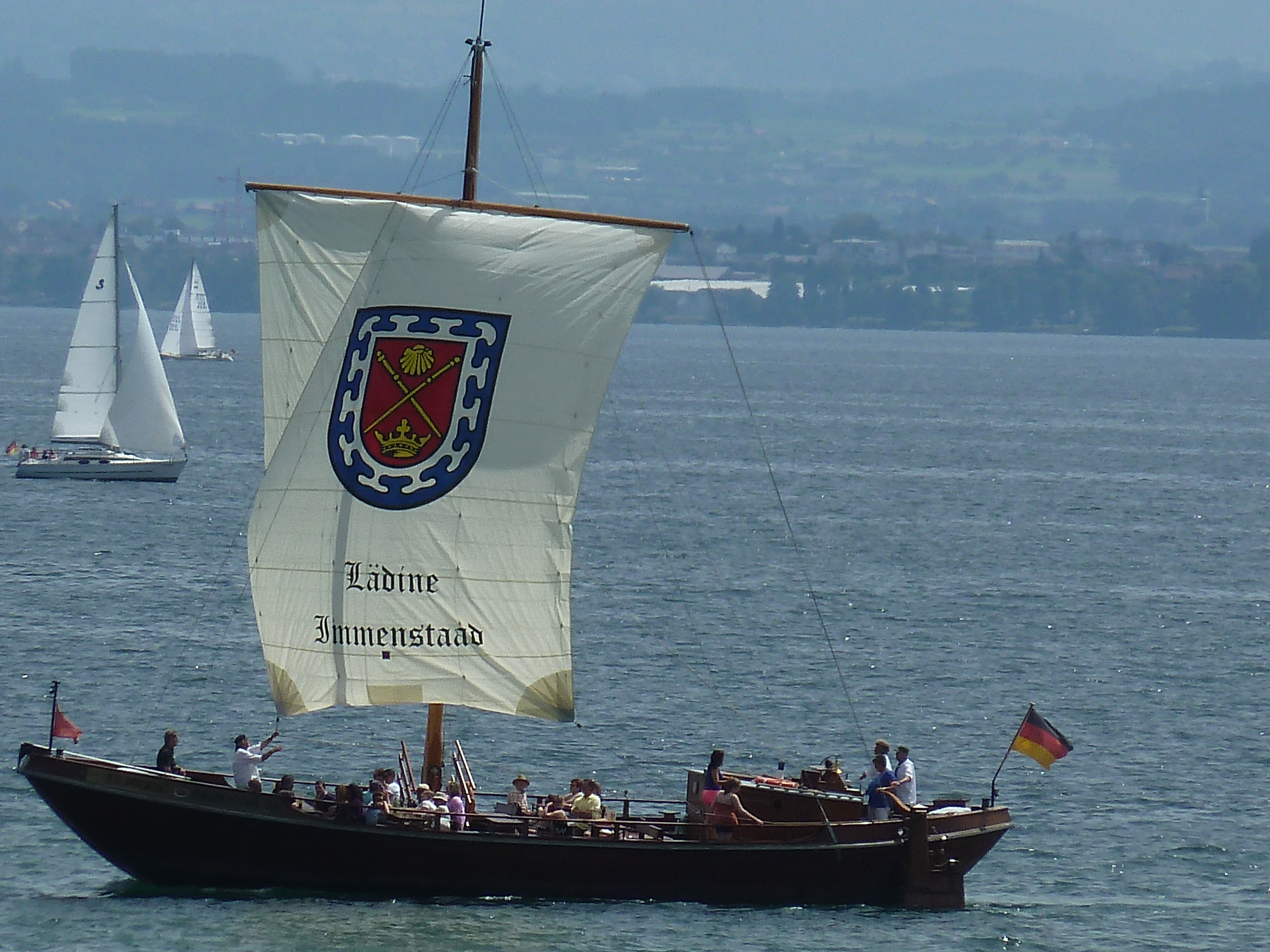
Seit der Saison 2014 segelt die Lädine mit dem Wappen von Immenstaad im Rahsegel.

Im Jahr 1988 wurde der Lädinen-Verein Bodensee gegründet, um den Nachbau eines historischen Lastsegelschiffes zu verwirklichen. Diese gab es bis Anfang des 20. Jahrhunderts in verschiedenen Größen. Am 8. Mai 1999 wurde das neue Schiff im Rahmen eines Dorffestes in Immenstaad auf den Namen des Ortspatrones St. Jodok getauft. Obwohl es sich bei der St. Jodok größenmäßig um einen Segmer handelt, wird sie als „Lädine“ bezeichnet, weil dieser Begriff bekannter ist. Teilweise wurde die St. Jodok vom Verein selber betrieben.
Sei Jahresbeginn 2018 pachtet Clemens Mauch die St. Jodok und führt weiterhin Rund- und Charterfahrten durch. Als im Winter 2018/2019 das Schiff zur Landrevision in die Werft von Karlheinz Kaiser nach Kressbronn kam, wurden mehrere schadhafte Stellen am Rumpf festgestellt, die umfangreich repariert wurden.
| Daten:                                            | Daten:              | Daten:                      |
| ------------------------------------------------- | ------------------- | --------------------------- |
| Baujahr: 1999                                     | Länge: 17,00 m      | Geschwindigkeit: 16,0 km/h  |
| Erbauer: Michelsen-Werft, Friedrichshafen-Seemoos | Breite: 5,30 m      | Maschinenleistung: 108 kW   |
| Indienststellung: 8. Mai 1999                     | Tiefgang: 0,80 m    | Segelfläche Rahsegel: 60 m² |
| Heimathafen: Immenstaad                           | Verdrängung: 20,4 t | Kapazität: 55 Personen      |

## Personenschifffahrt Giess & Giess
Die Personenschifffahrt Giess & Giess betreibt ganzjährig den Kurs zwischen Überlingen und Konstanz-Wallhausen.

### Seegold

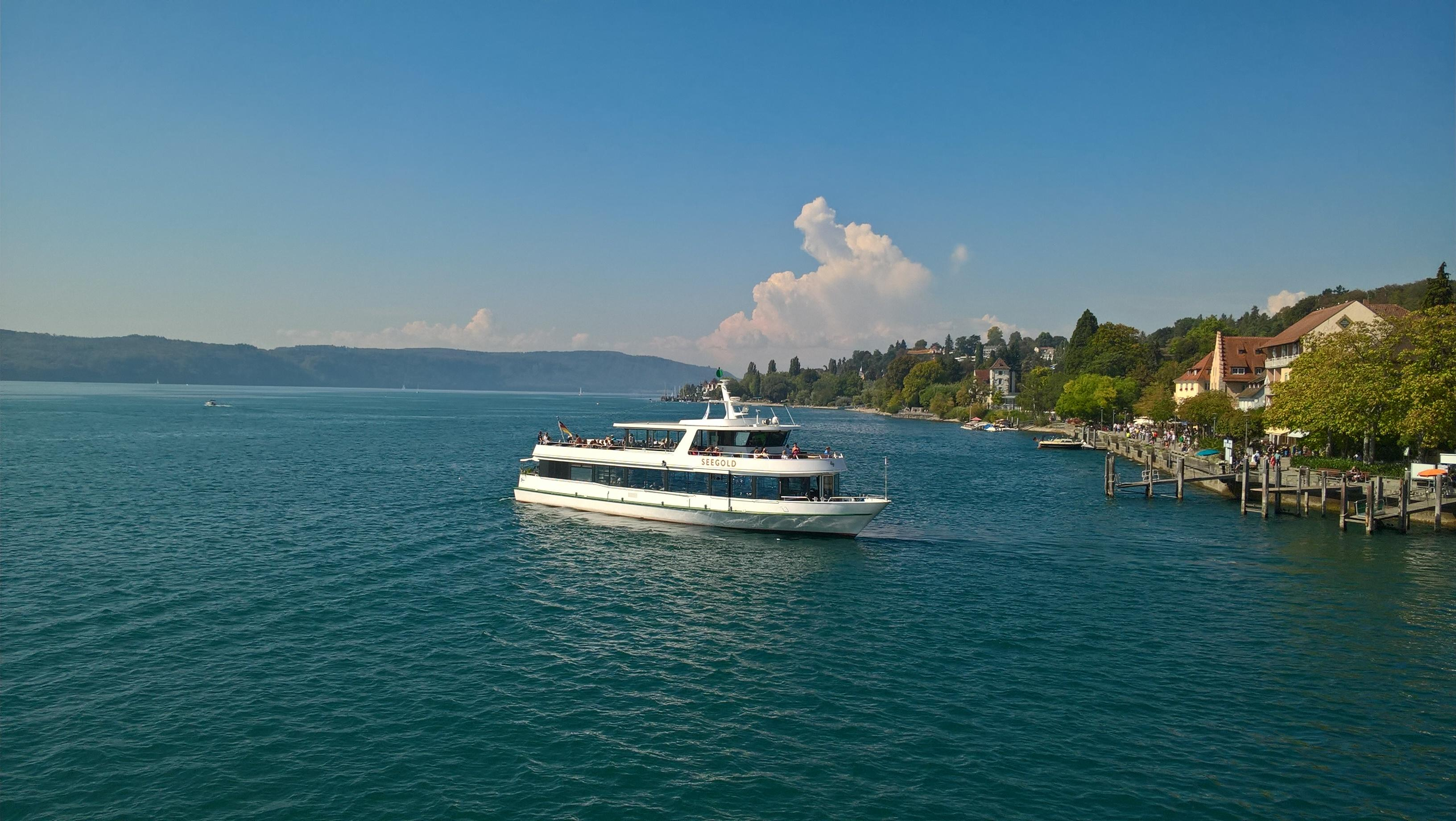
Die Seegold im April 2023 vor Überlingen

Das Motorschiff Seegold wurde 2014/2015 bei der Lux-Werft von Mondorf gebaut und im Mai 2015 in Friedrichshafen gewassert. Es ersetzte in Wallhausen die Seestern, welche von Giess & Giess an den Schiffsbetrieb Lang ín Gaienhofen-Horn verkaufte.
Am 19. Januar 2017 kollidierte die Seegold nach einem Ausfall der Hauptmaschine mit der Mauer am Landungsplatz in Überlingen. Verletzt wurde niemand, aber am Schiff entsteht beträchtlicher Schaden. Am 11. Juni 2022 kam es während einer Kursfahrt von Überlingen nach Wallhausen zu einem Brand im Maschinenraum. Das manövrierunfähige Schiff wurde nach Wallhausen geschleppt, wo die 70 Fahrgäste und die Besatzung das Schiff verlassen konnten. Der Brand im Maschinenraum wurde während der Fahrt durch die bordeigene Löschanlage gelöscht.
| Daten:                    | Daten:               | Daten:                        |
| ------------------------- | -------------------- | ----------------------------- |
| Baujahr: 2015             | Länge: 32,00 m       | Geschwindigkeit: 24,0 km/h    |
| Werft: Lux-Werft, Mondorf | Breite: 7,80 m       | Maschinenleistung: 2 × 182 kW |
| Indienststellung: 2015    | Tiefgang: 1,05 m     | Kapazität: 250 Personen       |
| Heimathafen: Wallhausen   | Verdrängung: 120,0 t | Verbleib: in Fahrt            |

### Seeperle
Die Seeperle wurde 1979 bei der Lux-Werft in Mondorf gebaut. Sie dient als Reserve im Kursverkehr zwischen Konstanz–Wallhausen und Überlingen. In der Saison 2018 übernahm das Schiff Kursfahrten für die Bodensee-Schiffsbetriebe zwischen Unteruhldingen und der Insel Mainau. In der Saison 2019 verband die Seeperle an Samstagen als „Wasserbus“ die Anlegestellen Konstanz-Hafen und Bodenseeforum am Seerhein.
| Daten:                    | Daten:          | Daten:                     |
| ------------------------- | --------------- | -------------------------- |
| Baujahr: 1979             | Länge: 17,70 m  | Motorleistung: 203 PS      |
| Werft: Lux-Werft, Mondorf | Breite: 5,03 m  | Geschwindigkeit: 23,0 km/h |
| Indienststellung: 1979    | Tiefgang: 0,90  | Kapazität: 100 Personen    |
| Heimathafen: Wallhausen   | Tonnage: 10,0 t | Verbleib: in Fahrt         |

## Schifffahrtsbetrieb Deinis
Vladimir Deinis, Geschäftsführer des Schifffahrtsbetriebs Deinis, pachtete ab dem 1. Januar 2018 von der Gemeinde Bodman-Ludwigshafen das Motorschiff Großherzog Ludwig, nachdem Clemens Mauch seinen Pachtvertrag nicht verlängert hatte. Deinis bietet mit der Großherzog Ludwig eine Kursverbindung von Bodman über Ludwigshafen, Sipplingen, Marienschlucht nach Überlingen und Sonderfahrten an. Die kleinere St. Georg gehört der Firma, die seit 2023 auch standesamtliche Trauungen auf dem Schiff anbietet.

### St. Georg
Die St. Georg wurde viele Jahre vom Schiffsbetrieb Hunziker in Stein am Rhein für Sonder- und Charterfahrten auf dem Rhein und Untersee eingesetzt. Sie ist nach dem ehemaligen Benediktinerkloster St. Georgen in Stein am Rhein benannt. Im Frühjahr 2020 verkaufte Hunziker die St. Georg an den Schiffsbetrieb Deinis. Nach Renovierungsarbeiten wurde das Schiff ab August 2020 für Rund- und Charterfahrten eingesetzt. Neuer Heimathafen ist Bodman.
| Daten:                      | Daten:              | Daten:                 |
| --------------------------- | ------------------- | ---------------------- |
| Baujahr: 1986               | Heimathafen: Bodman | Tiefgang: 0,75 m       |
| Werft: Schiffswerft Schmidt | Länge: 23,00 m      | Verdrängung: 42,0 t    |
| Indienststellung: 2020      | Breite: 5,20 m      | Kapazität: 60 Personen |

### Großherzog Ludwig

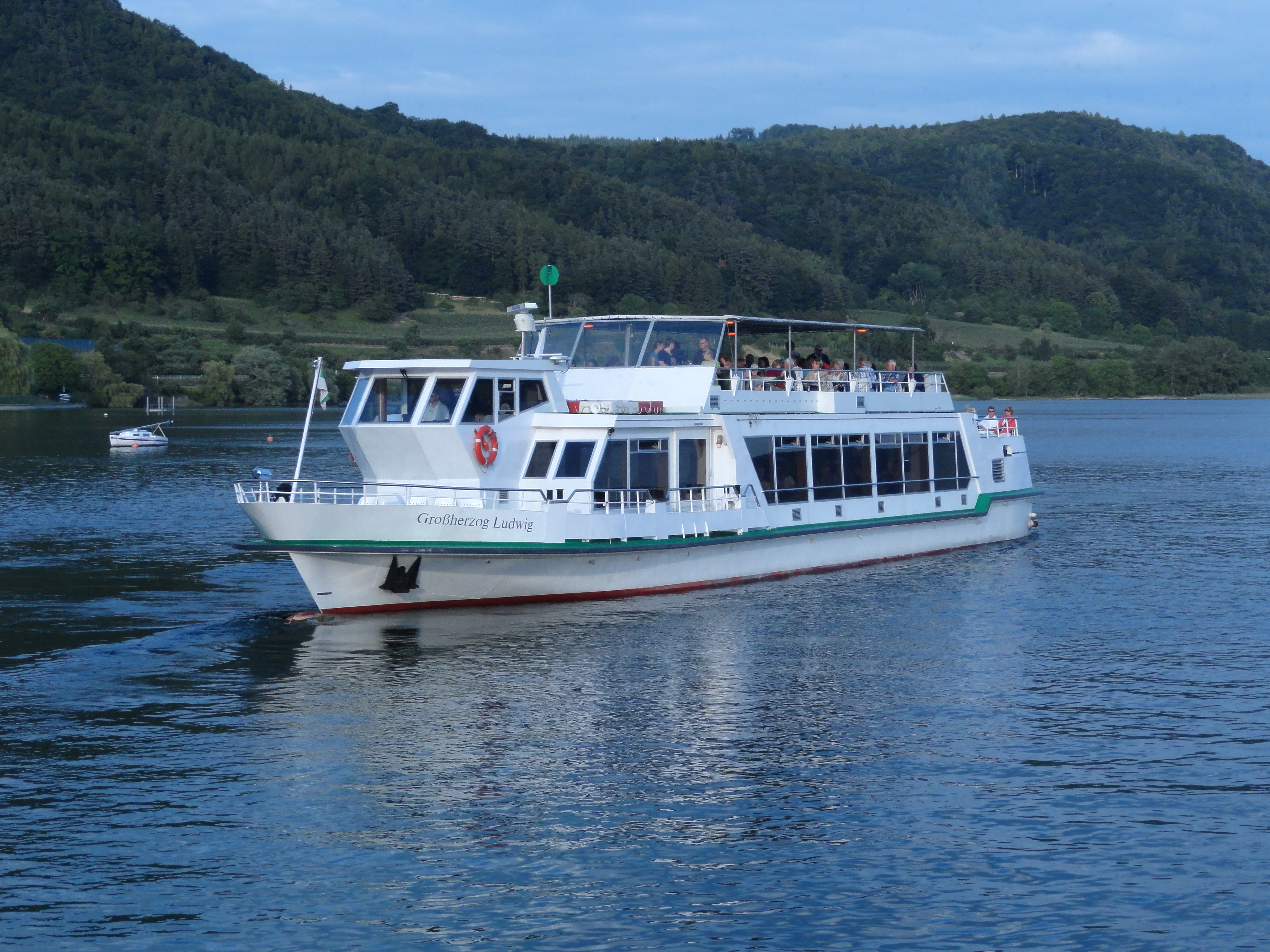
Die Großherzog Ludwig in Bodman

Die Großherzog Ludwig, benannt nach badischen Großherzogen Ludwig I. und Ludwig II., wurde im Jahr 2000 von der Motorbootgesellschaft Bodman in Dienst gestellt, die es hauptsächlich für Rund- und Sonderfahrten einsetze.
Ab der Saison 2005 wurde die Großherzog Ludwig für zunächst drei Jahre an die Bodensee-Schiffsbetriebe vermietet, die sie als Ersatz für das Motorschiff Lindau für Rund- und Kursfahrten ab Friedrichshafen einsetzten. 2006 wurde die Großherzog Ludwig in Lindau stationiert, wo sie die Rundfahrten für die verkaufte Mainau übernahm. Am 23. Juni 2007 rammte die Großherzog Ludwig bei einem Anlegemanöver im Hafen Lindau das Polizeiboot Hecht und ein Arbeitsboot der Feuerwehr Lindau. Fahrgäste werden nicht verletzt. Am 22. September 2009 rammte sie im Hafen Friedrichshafen das Feuerlöschboot, wobei wiederum niemand verletzt wurde.
Im Frühjahr 2010 kehrte die Großherzog Ludwig zurück nach Bodman und übernahm ab dem 1. Mai 2010 die Kurs- und Sonderfahrten ab Bodmann-Ludwigshafen an Stelle der ausgemusterten Bodman. Ab Saisonbeginn 2011 wurde die Großherzog Ludwig an Clemens Mauch verpachtet, der mit dem Schiff weiterhin den Kursverkehr zwischen Bodman und Überlingen sowie Sonder- und Charterfahrten durchführte. Seit 2018 wird das Schiff an Vladimir Deinis verpachtet, der damit ebenso Kursfahrten zwischen Bodman und Überlingen absolviert.
| Daten:                         | Daten:               | Daten:                        |
| ------------------------------ | -------------------- | ----------------------------- |
| Baujahr: 2000                  | Länge: 30,10 m       | Geschwindigkeit: 23 km/h      |
| Werft: Bodan-Werft, Kressbronn | Breite: 6,60 m       | Maschinenleistung: 2 × 180 kW |
| Indienststellung: 2018         | Tiefgang: 1,05 m     | Kapazität: 200 Personen       |
| Heimathafen: Bodman            | Verdrängung: 108,0 t | Verbleib: in Fahrt            |

## Schifffahrtsbetrieb Heidegger
Der 1933 gegründete Schifffahrtsbetrieb Heidegger musste wegen der angespannten Konkurrenzsituation 2015 seinen Betrieb einstellen und wurde von der CMS Schifffahrt übernommen.

## Schifffahrtsbetrieb Held

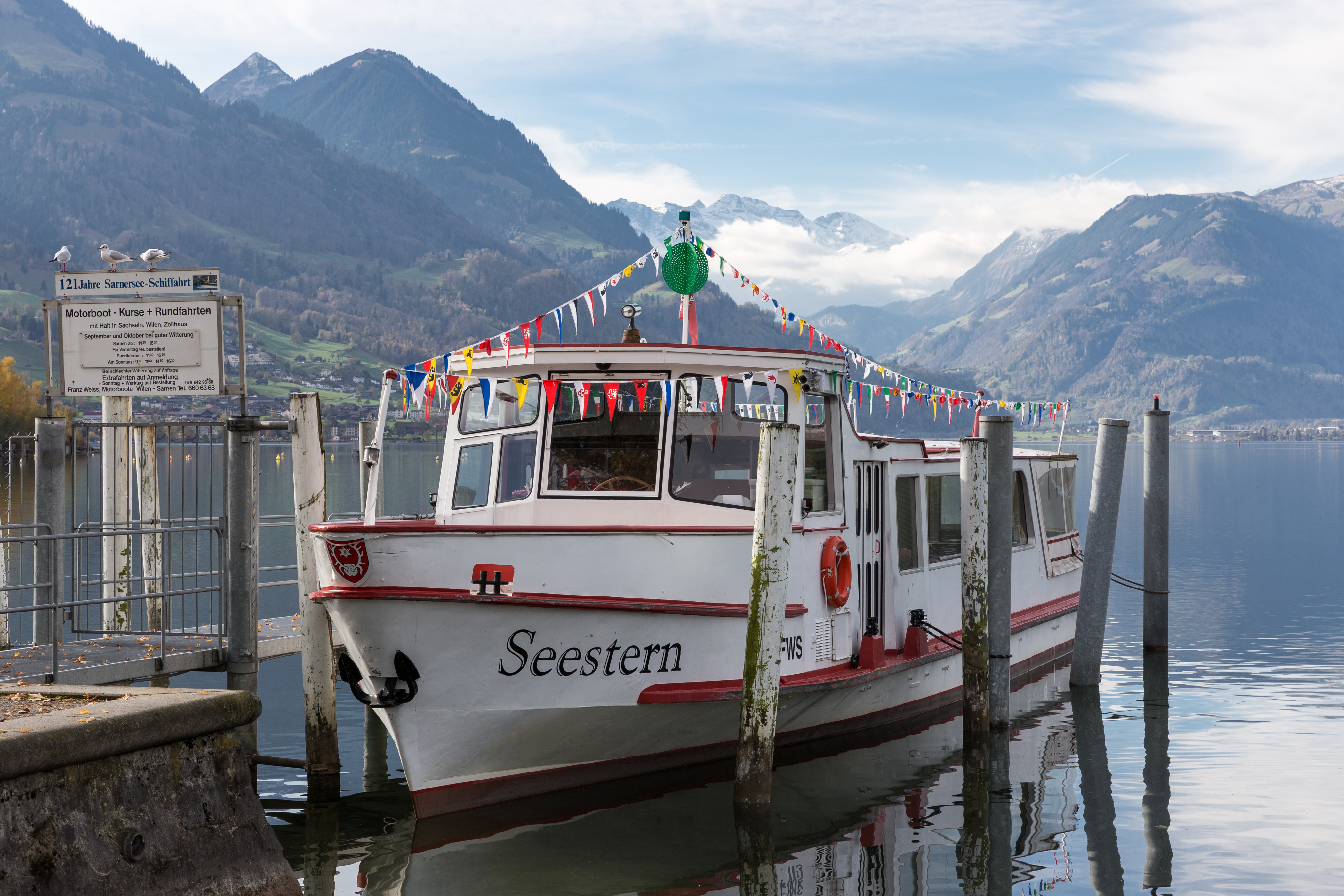
Das frühere Fahrgastschiff Wallhausen des Schifffahrtsbetriebs Held im Jahr 2017 als Seestern auf dem Sarnersee. Das 1963 von der Bodan-Werft gebaute Schiff verkehrte bis 1982 als Hörnle für die Motorbootbetriebe der Stadt Konstanz.

Der Schifffahrtsbetrieb Held bietet einen Linienverkehr von Überlingen über Nußdorf zur Insel Mainau sowie Rund- und Ausflugsfahrten an. 2009 übergab Hans Held den Betrieb seinem Sohn Thomas.

### Gunzo
Die Gunzo wurde 1977 bei der Lux-Werft in Mondorf für den Schiffsbetrieb Heinz Keller in Überlingen gebaut und für Rundfahrten eingesetzt. Benannt ist es nach dem alemannischen Herzog Gunzo. 1997 erwarb Hans Held das Schiff. Die Gunzo wird zusammen mit der Milan für Rund- und Charterfahrten eingesetzt. Im Winterhalbjahr 2017/2018 wurde in Überlingen die Inneneinrichtung aufgefrischt.
| Daten:                    | Daten:                  | Daten:                    |
| ------------------------- | ----------------------- | ------------------------- |
| Baujahr: 1977             | Heimathafen: Überlingen | Tiefgang: 1,20 m          |
| Werft: Lux-Werft, Mondorf | Länge: 24,00 m          | Maschinenleistung: 275 PS |
| Indienststellung: 1997    | Breite: 5,62 m          | Kapazität: 250 Personen   |

### Milan
Die Lux-Werft in Mondorf baute 1982 die Milan für den Schiffsbetrieb Heinz Keller in Überlingen. 1998 kaufte die Personenschifffahrt Giess & Giess die Milan und ließ sie komplett überholen. Sie ersetzte das Motorschiff Wallhausen, das an den Sarnersee verkauft wurde und dort als Seestern fährt. Zum Jahresanfang 2008 wurde das Schiff vom neuen Schifffahrtsbetrieb von Thomas und Susanne Held übernommen. Im Winterhalbjahr 2015/2016 wurde der Innenraum renoviert.
| Daten:                    | Daten:           | Daten:                     |
| ------------------------- | ---------------- | -------------------------- |
| Baujahr: 1982             | Länge: 23,5 m    | Geschwindigkeit: 25,0 km/h |
| Werft: Lux-Werft, Mondorf | Breite: 5,80 m   | Maschinenleistung: 400 PS  |
| Heimathafen: Überlingen   | Tiefgang: 1,10 m | Kapazität: 190 Personen    |